# Kvinnokonventionen
Kvinnokonventionen, ofta förkortad CEDAW av dess engelska namn (engelska: Convention on the Elimination of all Forms of Discrimination against Women), antogs av FN:s generalförsamling år 1979. Konventionen trädde i kraft i september 1981 och hittills har 188 stater ratificerat den. En av de få stater som fortfarande inte har ratificerat konventionen är USA. Kvinnokonventionen innehåller 30 artiklar som rör kvinnans rättigheter inom alla områden.

## Historia
FN:s kvinnokommission som grundades 1946 började på 1960-talet inrikta sitt arbete på all slags diskriminering av kvinnor. Tidigare hade kommissionen arbetat med kvinnors politiska och medborgerliga rättigheter. Gruppen arbetade fram en deklaration som FN:s generalförsamling accepterade år 1967. Denna deklaration blev grunden till 1979 års konvention om avskaffande av all slags diskriminering mot kvinnor, inklusive könsroller, polygami, skydd från människohandel och prostitution.
1998 kom det ett tilläggsprotokoll till Kvinnokonventionen som trädde i kraft i december år 2000. Tilläggsprotokollet innebär att kvinnor som har utsatts för kränkningar av sina mänskliga rättigheter enligt Kvinnokonventionen, kan framföra sina klagomål till FN för att få upprättelse och kompensation. Tidigare har inga enskilda klagomål varit möjliga till FN:s kvinnodiskrimineringskommitté. Nu blir det också möjligt att undersöka grova eller systematiska kränkningar.

## Medlemsstater
I dagsläget har fem av FN:s medlemsstater varken signerat och ratificerat eller i efterhand anslutit sig till konventionen. Dessa är Iran, Somalia, Sydsudan, Sudan och Tonga. Palau och Förenta staterna har signerat men inte ratificerat konventionen.
Bland FN:s observatörsstater har varken Heliga stolen eller Palestina anslutit sig till konventionen. Taiwans lagstiftande församling ratificerade konventionen år 2007 och kan ses som en inofficiell medlem då Republiken Kina ej erkänns av FN.

## Uppföljning
FN:s kvinnodiskrimineringskommitté (engelska: Committee on the Elimination of All Forms of Discrimination against Women) övervakar hur konventionen följs. 
De länder som ratificerat Kvinnokonventionen måste rapportera vart fjärde år till kommittén om hur man lever upp till konventionens olika artiklar. Kommittén rapporterar till FN:s ekonomiska och sociala råd och Generalförsamlingen. Dessa rapporter skickas sedan vidare till kvinnokommissionen. Utifrån vad rapporterna säger och vad man får veta av konventionsstaterna kan kommittén lägga fram förslag och allmänna rekommendationer. 